# Cost de l'equitat
En finances, el cost de l'equitat és el rendiment (sovint expressat com una taxa de rendibilitat) que una empresa paga teòricament als seus inversors en capital, és a dir, als accionistes, per compensar el risc que assumeixen invertint el seu capital. Les empreses necessiten adquirir capital d'altres per operar i créixer. Les persones i organitzacions que estiguin disposades a oferir els seus fons a altres, naturalment, volen ser recompensades. De la mateixa manera que els propietaris cerquen lloguers a la seva propietat, els proveïdors de capital busquen rendiments dels seus fons, que han de ser proporcionals al risc assumit.
Les empreses obtenen capital de dos tipus de fonts: prestadors i inversors en capital. Des de la perspectiva dels proveïdors de capital, els prestadors busquen ser recompensats amb interessos i els inversors en capital cerquen dividends i/o apreciació del valor de la seva inversió (guany de capital). Des de la perspectiva d'una empresa, han de pagar el capital que obté dels altres, que s'anomena el seu cost del capital. Aquests costos es divideixen en el cost del deute de l'empresa i el cost del capital propi i s'atribueixen a aquests dos tipus de fonts de capital.
El cost global del capital d'una empresa, que consta dels dos tipus de costos de capital, es determina llavors com el cost mitjà ponderat del capital. És necessari conèixer el cost del capital d'una empresa per prendre millors decisions. Els gestors prenen decisions sobre pressupostos de capital mentre que els proveïdors de capital prenen decisions sobre préstecs i inversió. Aquestes decisions es poden prendre després d'una anàlisi quantitativa que normalment utilitza el cost de capital d'una empresa com a input del model.
Malgrat que el cost actual del deute d'una empresa és relativament senzill de determinar mitjançant l'observació de les taxes d'interès en els mercats de capitals, el seu cost actual del capital és inobservable i requereix una estimació. No obstant això, al menys en termes generals, a mesura que el nivell de risc d'una empresa augmenta o disminueix, el seu cost de capital també experimenta una tendència a augmentar o disminuir respectivament. Aquesta relació es deu al fet que els proveïdors de capital esperen ser compensats adequadament per l'ús del seu capital en altres oportunitats. Aquests proveïdors sovint actuen amb racionalitat i prudència, donant prioritat a la seguretat sobre el risc. Com a resultat, demanen una recompensa addicional com a incentiu per invertir els seus fons en un projecte més arriscat en lloc d'una opció més segura. Quan el nivell de risc d'una inversió augmenta, els proveïdors de capital exigeixen rendiments més alts com a compensació o, si no són satisfets, opten per invertir en altres opcions.
La teoria i la pràctica financeres proporcionen diversos models per calcular el cost del capital d'una empresa específica:
- El model de preus d'actius de capital, o CAPM, és un prototípic.
- El model Gordon, és un model de flux d'efectiu descomptat basat en els rendiments de dividends i l'eventual rendiment del capital de la venda de la inversió.
- El Bond Yield Plus Risk Premium (BYPRP) afegeix una prima de risc subjectiva al tipus d'interès del deute a llarg termini de l'empresa.
- El cost del capital es pot calcular utilitzant el model d'ingressos residuals descomptats per estimar el cost del capital implícit del mercat i, aleshores, es pot retirar el cost del capital.[1]